# Tale of the Nine Tailed 1938
Tale of the Nine Tailed 1938 (en hangul, 구미호뎐 1938; romanización revisada del coreano: Gumihodyeon 1938) es una serie de televisión surcoreana dirigida por Kang Shin-hyo y protagonizada por Lee Dong-wook, Kim So-yeon, Kim Bum, Ryu Kyung-soo, Hwang Hee y Kim Yong-ji. Se presenta como la segunda temporada de Tale of the Nine Tailed, de 2020, serie de la que constituye una precuela. Se emitió desde el 6 de mayo hasta el 11 de junio de 2023 por el canal tvN, en horario de sábados y domingos a las 21:20 (hora local coreana).

## Sinopsis
Lee Yeon que inesperadamente vuelve en el tiempo al año 1938, donde conoce a la antigua diosa de la montaña occidental; Ryoo Hong-joo.

## Reparto

### Principal
- Lee Dong-wook como Lee Yeon, un gumiho o zorro de nueve colas. Antiguo espíritu de la montaña y guardián de Baekdudaegan. Tras verse envuelto en un incidente inesperado, acaba volviendo en el tiempo al año 1938.[5][6]
- Kim So-yeon como Ryoo Hong-joo, quien fue la diosa de la montaña occidental, actualmente es la dueña de Myoyeongak, un restaurante de primer nivel en Gyeongseong. Comienza una relación con Lee Yeon, quien se declaró mucho tiempo atrás pero fue rechazado.[6][7]
- Kim Bum como Lee Rang, un gumiho mestizo y el hermano menor de Yeon, respecto al cual tiene sentimientos mezclados de amor y odio.[6][8]
- Ryu Kyung-soo como Cheon Moo-young, antiguo dios de la montaña del norte, que salva incluso a los muertos. Es amigo desde hace mucho tiempo de Yeon y Hong-joo, aunque por algún motivo desarrolla hostilidad hacia ellos.[6][9]

### Secundario

#### Allegados a Lee Yeon
- Hwang Hee como Koo Shin-joo, un zorro nativo que emprende una dura cacería de monstruos con Yeon.[10]
- Kim Yong-ji como Sunwoo Eun-ho, una periodista de Sunwoo Ilbo.[10]
- Kim Soo-jin como Bok Hye-ja, propietaria de la tienda de artículos Obok ubicada en el centro de Gyeongseong.

#### Allegados a Ryu Hong-joo
- Kim Na-hyun como Nancho, una gisaeng en el restaurante Myoyeongak. Una persona de carácter fuerte y leal.[11][12]
- Kim Joo-young como Mae-hwa, una gisaeng en el restaurante Myoyeongak, a la que recogió Ryu Hong-joo cuando era una niña abandonada.[13][14]
- Kang Na-eon como Kook-hee, una gisaeng de Myoyeongak, donde a menudo por su gran apetito roba comida a los clientes.[15]
- Han Geon-yoo como Yoo Jae-yoo, el guardaespaldas de Hong-joo.[16]
- Joo Ye-rim como Jook Hyang, la artista más joven de Myoyeongak, que fue abandonada por su padre.

#### Allegados a Lee Rang
- Cho Dal-hwan como Boo Doo-mok, el ayudante más cercano de Rang, con el que lleva una vida de bandidos.[17][18]
- Woo Hyun-jin como Jang Yeo-hee.[19]

#### Oficina de Inmigración del Más Allá
- Kim Jung-nan como Taluipa, hermana menor del rey Yeomra (gobernante supremo del inframundo) y esposa de Hyunuiong. Trabaja en la Oficina de Inmigración del Más Allá administrando la lista de almas muertas y le da misiones a Lee Yeon.[20][21]
- Ahn Kil-kang como Hyunuiong, el portero del río Samdo, marido de Taluipa y padre de Bok Gil. También trabaja en la Oficina de Inmigración del Más Allá e informa a las almas muertas antes de ingresar al inframundo.[22]

#### Gobierno General japonés de Corea
- Ha Do-kwon como Ryuhei Kato, de la oficina de Policía del Gobernador General. Es una de las personas más poderosas del Gobierno General de Corea.
- Lim Ji-ho como Akira Saito, un agente del Departamento de Policía del Gobierno General.[23]

#### Otros
- Kim Seung-hwa como Yuki, una mercenaria que pese a su bella apariencia tiene la fuerza y la audacia para enfrentarse a los dioses de la montaña.[24]
- Jung Su-gyo como Jung Dae-seung, un detective coreano en la comisaría de policía de Jongno.[25]
- Lim Ki-hong.
- Kim Mi-hye como empleada del salón de belleza.
- Park Jung-eon.

### Apariciones especiales
- Younghoon (de The Boyz) como Dongbangsak (ep. 1).[26]
- Hwang Seok-jeong como Choi Seung-ja (ep. 2).
- Ahn Jae-mo  como Kim Doo-han en la era Yain (ep. 7).
- Kim  Beop-rae como Dokgakgwi (ep. 8).
- Jo Bo-ah como Nam Ji-ah (ep. 12).[27]

## Producción
La buena recepción en 2020 de Tale of the Nine Tailed llevó a los productores a plantearse una segunda temporada, posibilidad que se estaba ventilando positivamente en septiembre de 2021, si bien aún no había previsiones sobre el reparto ni la fecha de salida a antena. En ese momento se estaban proyectando dieciséis capítulos.
La serie está dirigida y escrita por los mismos director y guionista de la primera temporada. La música está compuesta por Hong Dae-sung como director, So Sue-jeong, Park Seo-hee y Hwang Mi-rae
El 1 de agosto de 2022 Lee Dong-wook publicó fotografías del rodaje, por entonces en desarrollo.
El 28 de marzo de 2023 se lanzó un primer cartel de la serie. El 31 de marzo se lanzó el primer tráiler. El 3 de abril siguió el cartel principal en el que aparecen los seis personajes principales, junto con un segundo tráiler.

## Banda sonora original
| Parte | Fecha de publicación                                                            | Título                                                                          | Letra                                                                           | Música                                                                          | Artista                                                                         | Dur.                                                                            | Ref.                                                                            |
| ----- | ------------------------------------------------------------------------------- | ------------------------------------------------------------------------------- | ------------------------------------------------------------------------------- | ------------------------------------------------------------------------------- | ------------------------------------------------------------------------------- | ------------------------------------------------------------------------------- | ------------------------------------------------------------------------------- |
| 1     | 7 de mayo de 2023                                                               | «Full Moon»                                                                     | Sean Kimm                                                                       | Treasure Maker, Perrie, 9june9, Sean Kimm                                       | Kihyun                                                                          | 3:17                                                                            | [ 35 ]                                                                          |
| 2     | 14 de mayo de 2023                                                              | 연가 (戀歌) [«Canción de amor»]                                                 | Kim Min                                                                         | Hong Dae-sung                                                                   | Kei                                                                             | 3:10                                                                            | [ 36 ]                                                                          |
| 3     | 21 de mayo de 2023                                                              | «Kiss The Rain»                                                                 | Kevin, Kim Min                                                                  | Kevin, Kim Min                                                                  | THAMA                                                                           | 2:32                                                                            | [ 37 ] [ 38 ]                                                                   |
| 4     | 28 de mayo de 2023                                                              | 바람의 노래 [«Canción del viento»]                                              | Kim Min                                                                         | Hong Dae-sung                                                                   | Kei                                                                             | 4:11                                                                            | [ 39 ]                                                                          |
| Notas | Todas las canciones de la banda sonora tienen también una versión instrumental. | Todas las canciones de la banda sonora tienen también una versión instrumental. | Todas las canciones de la banda sonora tienen también una versión instrumental. | Todas las canciones de la banda sonora tienen también una versión instrumental. | Todas las canciones de la banda sonora tienen también una versión instrumental. | Todas las canciones de la banda sonora tienen también una versión instrumental. | Todas las canciones de la banda sonora tienen también una versión instrumental. |

## Audiencia
| Temporada | Temporada | Episodio número | Episodio número | Episodio número | Episodio número | Episodio número | Episodio número | Episodio número | Episodio número | Episodio número | Episodio número | Episodio número | Episodio número | Promedio |
| Temporada | Temporada | 1               | 2               | 3               | 4               | 5               | 6               | 7               | 8               | 9               | 10              | 11              | 12              | Promedio |
| --------- | --------- | --------------- | --------------- | --------------- | --------------- | --------------- | --------------- | --------------- | --------------- | --------------- | --------------- | --------------- | --------------- | -------- |
|           | 1         | 1.659           | 1.843           | 1.443           | 1.805           | 1.457           | 1.664           | 1.514           | 1.803           | 1.283           | 1.685           | 1.287           | 2.216           | 1.638    |

| Episodio | Fecha de emisión    | Índice de audiencia (Nielsen Korea) | Índice de audiencia (Nielsen Korea) |
| Episodio | Fecha de emisión    | Nacional                            | Seúl                                |
| --- | ------------------- | ----------------------------------- | ----------------------------------- |
| 1 | 6 de mayo de 2023   | 6,463 % (1.ª)                       | 7,409 % (1.ª)                       |
| 2 | 7 de mayo de 2023   | 7,129 % (1.ª)                       | 8,303 % (1.ª)                       |
| 3 | 13 de mayo de 2023  | 5,233 % (1.ª)                       | 5,808 % (1.ª)                       |
| 4 | 14 de mayo de 2023  | 6,682 % (1.ª)                       | 7,606 % (1.ª)                       |
| 5 | 20 de mayo de 2023  | 5,533 % (1.ª)                       | 6,656 % (1.ª)                       |
| 6 | 21 de mayo de 2023  | 6,860 % (1.ª)                       | 8,116 % (1.ª)                       |
| 7 | 27 de mayo de 2023  | 5,324 % (1.ª)                       | 6,249 % (1.ª)                       |
| 8 | 28 de mayo de 2023  | 6,736 % (1.ª)                       | 7,983 % (1.ª)                       |
| 9 | 3 de junio de 2023  | 4,988 % (1.ª)                       | 6,155 % (1.ª)                       |
| 10 | 4 de junio de 2023  | 4,988 % (1.ª)                       | 6,155 % (1.ª)                       |
| 11 | 10 de junio de 2023 | 4,728 % (1.ª)                       | 5,475 % (1.ª)                       |
| 12 | 11 de junio de 2023 | 8,024 % (1.ª)                       | 9,102 % (1.ª)                       |
| Promedio | Promedio            | 6,194 %                             | 7,255 %                             |
| - En la tabla superior, aparecen en azul los índices más bajos, y en rojo los más altos. - Esta serie se transmite mediante televisión por cable/TV de pago, que por lo general tiene una audiencia más pequeña en comparación con la de cadenas públicas como (KBS, SBS, MBC y EBS). |                     |                                     |                                     |